# Курьян, Анатолий Иванович
Анатолий Иванович Курьян (род. 11 февраля 1942, Иркутск) — советский легкоатлет, специалист по стипльчезу. Выступал за сборную СССР по лёгкой атлетике в 1960-х годах, обладатель серебряной медали чемпионата Европы, победитель Кубка Европы, призёр первенств всесоюзного и республиканского значения. Представлял Иркутск и спортивное общество «Труд». Мастер спорта СССР международного класса.

## Биография
Анатолий Курьян родился 11 февраля 1942 года в Иркутске.
В детстве пробовал себя в гимнастике и теннисе, но в 13 лет сделал выбор в пользу лёгкой атлетики. Проходил подготовку в Детско-юношеской спортивной школе при Заводе имени Куйбышева — вместе с Юрием и Зоей Волковыми, Юрием Рыбиным, Клавдием Заграйским. Был подопечным заслуженного тренера СССР Александра Григорьевича Рудских. Состоял в добровольном спортивном обществе «Труд».
Впервые заявил о себе на международном уровне в июне 1966 года, когда вошёл в состав советской сборной и принял участие в матчевой встрече со сборной Великобритании в Лондоне, где одержал победу в беге на 3000 метров с препятствиями.

Я дебютант сборной СССР, «тёмная лошадка», вышел на старт с серебряным призёром токийской Олимпиады Херриоттом. До этого практически все беговые дисциплины выиграли мои соотечественники. Переполненный стадион ждал реванша, тем более что стипль-чез зародился в Англии. Под рёв болельщиков Херриотт постоянно вёл бег, но… Оставалось метров 50 до финиша, когда ваш покорный слуга начал «показывать спину» прославленному атлету. Что меня поразило? Оглушительная тишина трибун. Словно кто-то скомандовал свыше — «молчать». У болельщиков (а их собралось на стадионе тысяч 30, не меньше), по-видимому, случился шок. Такой дерзости от никому не известного заезжего гостя они никак не ждали. При этом не забудь про эпоху: матчевая встреча капиталистической Великобритании с социалистической страной СССР носила в ту незапамятную пору еще и политическую окраску…— Анатолий Курьян
В августе в той же дисциплине Курьян стал серебряным призёром на чемпионате СССР в Днепропетровске, уступив только киевлянину Виктору Кудинскому. На последовавшем чемпионате Европы в Будапеште также получил серебро, финишировав вторым после Кудинского — при этом установил свой личный рекорд (8.28,0).
В 1967 году выиграл стипльчез на турнирах в Карл-Маркс-Штадте и Париже, был лучшим на Кубке Европы в Киеве.
В июле 1968 года добавил в послужной список победу на международном турнире DN Galan в Стокгольме, однако в августе на чемпионате СССР в Цахкадзоре финишировал лишь четвёртым и отбор на Олимпийские игры в Мехико не прошёл.
За выдающиеся спортивные достижения удостоен почётного звания «Мастер спорта СССР международного класса».
Окончил Харьковский авиационный институт.
Впоследствии с женой Евгенией Сергеевной Курьян постоянно проживал в посёлке Молодёжный, где занимался приусадебным хозяйством. Есть двое сыновей, Иван и Никита.